# Telescopio robótico

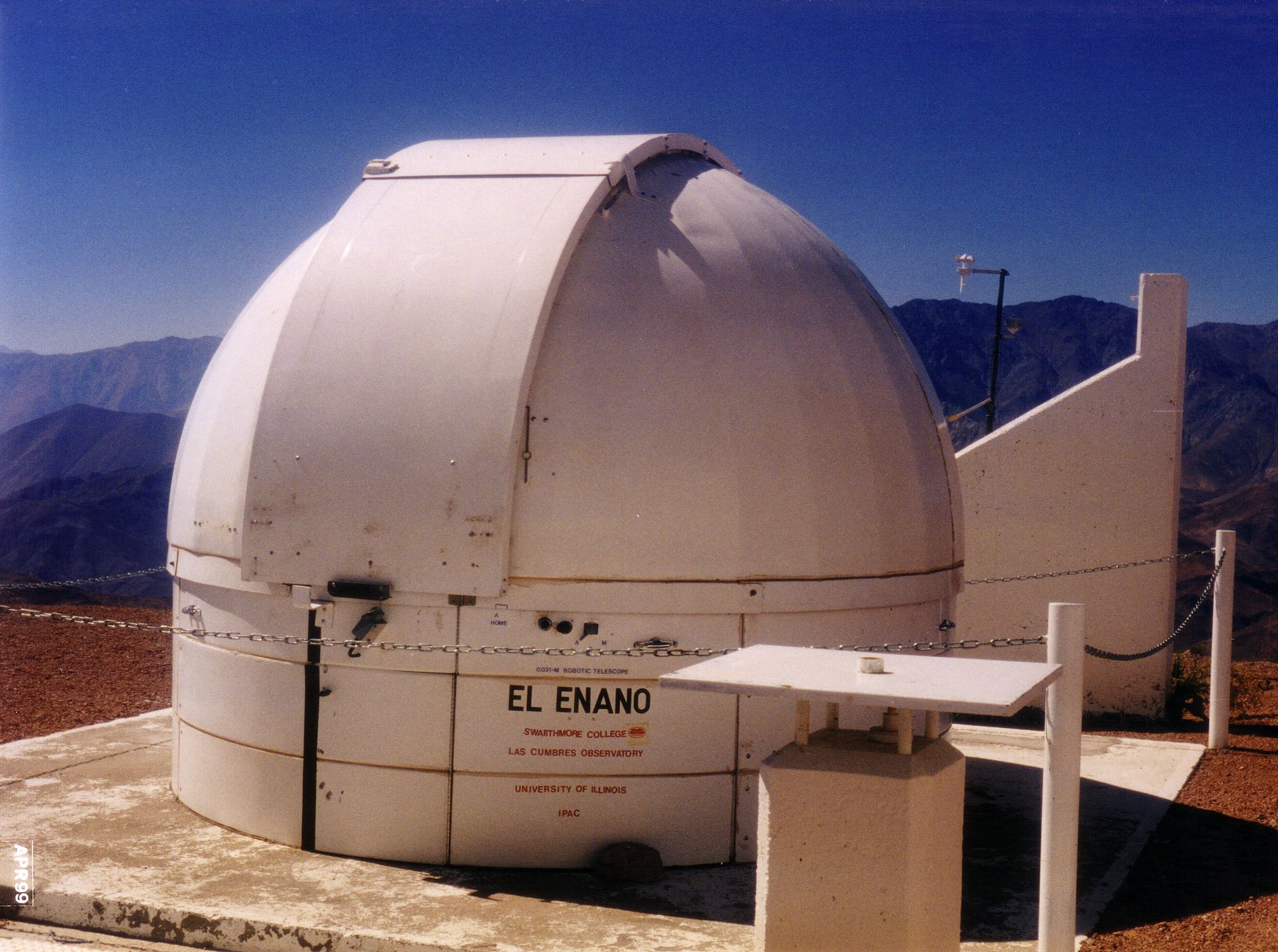
El Enano, un telescopio robótico en Cerro Tololo (Chile)

Un  telescopio robótico  o  telescopio robotizado  es un telescopio astronómico con su sistema detector que puede hacer observaciones astronómicas de forma automática, sin intervención humana. En disciplinas astronómicas, un telescopio se califica como robótico si es capaz de hacer estas observaciones sin ser operado por un ser humano, aunque precise un operador para iniciar las observaciones al principio de la noche, o para terminarlas al llegar el alba.
Un telescopio robótico es diferente de un telescopio remoto, aunque los hay que pueden ser al mismo tiempo ambas cosas (robótico y remoto), como es el caso de los dos del Observatorio de Haleakala (Hawái), destinados a la búsqueda de asteroides peligrosos para la Tierra.
Aparte de los citados están los famosos telescopios robóticos de los programas LINEAR y NEAT, que han encontrado muchas estrellas y cuerpos menores. Estos telescopios se han utilizado en astronomía en particular para la detección y el descubrimiento de planetoides, que podrían colisionar con la Tierra. En el entorno militar, el telescopio robótico se utiliza para identificar y controlar los satélites artificiales.

## Funcionamiento
Los telescopios robóticos están automatizados a través de un complejo conjunto de equipos mecánicos y electrónicos, incluyendo:
- Un sistema de seguimiento que controla sus servomotores.
- Una cámara CCD o de una tecnología equivalente para la adquisición de las imágenes, acoplado a un sistema de lentes de enfoque.
- Un sistema de control de la cúpula o el sistema de cierre del telescopio.
- Identificación de las condiciones meteorológicas y funciones accesorias.
- Un PC, para gestionar la información y un computadora controla los motores y otros equipos del telescopio.

Muchos telescopios robóticos son pequeños (con un diámetro alrededor de un metro de diámetro o menos). Aunque los telescopios de los grandes observatorios pueden ser altamente automatizados, pocos telescopios se usan sin operadores.

## Historia
Los estudios sobre automatización en la astronomía se iniciaron en la segunda mitad del siglo XX
En 1985, el libro Microcomputer Control of Telescopios, de Russell M. Jinete y Mark Trueblood, fue un hito en los estudios sobre este campo. Se estudiado muchos proyectos pero la complejidad y dificultades técnicas del momento hacía difícil su realización.
En 1993 John Baruch construyó el primer telescopio robótico completamente automatizado y conectado vía web, en la Universidad de Bradford, en el Reino Unido. El telescopio tiene una apertura de 46 cm y estaba controlado por un PC 486DX

## Descubrimiento del Cometa Elena C/2010 X1
El cometa C/2010 X1 (Cometa Elena) es un cometa no periódico descubierto por el astrónomo ruso Leonid Yelenin el 10 de diciembre de 2010 gracias al observatorio robótico "International Scientific Optical Network" cerca de Mayhill, en el estado de Nuevo México, EE. UU.

## Descubrimiento del asteroide (367943) Duende
El 15 de febrero de 2012, gracias a sus cuatro telescopios robotizados y el cielo libre de contaminación lumínica de la Sierra de la Sagra, un equipo del Observatorio Astronómico de Mallorca (OAM) localiza el asteroide (367943) Duende, y calcula que al año siguiente, que el 15 de febrero de 2013, pasaría a 27 000 km de la Tierra, la distancia más cercana a la tierra jamás registrada por un asteroide, de hecho es una distancia bastante más cercana que la de un satélite geoestacionario, que orbita a 35 786 km.